# Río Péchenga
El río Péchenga (del ruso: Пе́ченга) es un río en la óblast de Múrmansk en Rusia que corre a unos pocos kilómetros de la frontera con Noruega. Da nombre al distrito, poblado, bahía y monasterio del mismo nombre. Discurre de suroeste a noreste y a gran escala casi en línea recta, aunque a escala menor tiene tramos sinuosos.
Se encuentra altamente contaminado por metales pesados provenientes de operaciones mineras en su cuenca.